# Rod Demick
Rod Demick (Prestatyn (Wales), 1947) is een Brits bassist.
Hij begint al snel in de muziek als hij in de Noord-Ierse hoofdstad Belfast op negenjarige leeftijd de ukelele gaat spelen bij een gospelkoor. Nadat hij overstapt op gitaar start hij zijn eerste eigen bandje The Vibros, later The Telstars genaamd. Later gaat hij spelen in The Wheels, een van de weinige bands in Noord-Ierland (naast Them) die rhythm-and-blues spelen. Deze band is de eerste stap naar een professionele carrière als ze bij Columbia Records een contract krijgen aangeboden. Er volgen drie singles:
- Gloria / Don't You Know (Columbia DB7682)(in 1965)
- Bad Little Woman / Road Block (Columbia DB7827)(in 1966)
- Kicks / Call My Name (Columbia DB7981)(in 1966)

Tot een album komt het niet als The Wheels in 1967 wordt opgeheven. Samen met Herbie Armstrong begint hij de James Brothers, die ook niet verder komt dan een single (I Forgot To Give You Love / The Truth About It; Page One Records POF077).
Nadat hij Eric Clapton, Peter Green en Jimi Hendrix ziet en hoort spelen weet hij genoeg; hij stapt over op de basgitaar. Hij toert met Screaming Lord Sutch en The Riot Squad. De eerste albums waar hij op speelt komen van de band Demick Armstrong, waarin ook Gorton Smith en latere studiomusicus Henry Spinetti:
- Little Willie Ramble (MAM Records MAM-AS 1001)(in 1971),
- Looking Through (A & M Records AMLH68098)(in 1972).

Samen met Spinetti doet hij naast die groep veel studiowerk; uiteindelijk leidt dat tot het eind van de band in 1973. Vervolgens speelt Demick in een aantal onbekende bands en komt uiteindelijk terecht in de band van Ian Gomm, die nog speelt in het voorprogramma van Dire Straits. Vanaf 1979 tot 1990 is hij de vaste podium bassist van de band van David Essex; vanaf 1984 een doublure vormend met zijn optredens in Strawbs. Ook daarin kwam een conflict waarbij hij voor Strawbs koos.
In 1999 vertrekt hij ook uit Strawbs, als John Ford daarin terugkeert. Al gedurende zijn speeltijd daar speelt hij nog bij talloze bandjes, waarvan de belangrijkste de band rond Jim McCarty is, die een Yardbirds-revival probeert op te zetten en in de Paul Lamb Blues Band.